# Antun Barac
Antun Barac, hrvaški pedagog, književnik, * 20. avgust 1894, Kamenjak, † 1. november 1955, Zagreb.
Barac je bil rektor Univerze v Zagrebu v študijskem letu 1950/51 in profesor na Filozofski fakulteti.